# Hunnebostrand
Hunnebostrand är en tätort i Sotenäs kommun, cirka 10 kilometer norr om Kungshamn.

## Historia
Hunnebostrand, som ligger vid foten av Nordre och Söndre Hogeberg, var under stora delar av 1900-talet en av huvudorterna för den svenska stenindustrin, där ett flertal stora stenbrott för att bryta granit var en viktig industri. 
Hunnebostrand var och är beläget i Tossene socken och ingick efter kommunreformen 1862 i Tossene landskommun. I denna inrättades för orten 6 februari 1903 Hunnebostrands municipalsamhälle som upplöstes 31 december 1960. Hunnebostrands församling bildades 1909.

### Stenindustrin
Den första stenindustriepoken varade ca 100 år, från sent 1800-tal till 1978 då stenbrottet på Lahälla stängde. I Sotenäs finns dock fortfarande flera aktiva stenbrott som bedrivs med modern teknik, exempelvis i Ävja och Tossene. Som mest fanns ett 60-tal stenbrott i Hunnebostrand med omnejd. Det första stenbrottet anlades av Carl Strömman på Skalbergen ovanför Hunnebostrand 1863. 1869 fanns på Skalbergen en arbetsstyrka på 70-80 man och man utförde kajsten för Wilhelmshafen, Kiel och Hamburg. 1884 startade Lüttens stenbrott på Ramsviks norra del. Mattsson startade stenbrott i Stensvik, Uleberg och Ellene 1903.  I en förteckning över till utrikes ort utklarerade fartyg från Hunnebostrand 1937 kan man se att bland annat kantsten, blocksten och gatsten levererats till orter i Holland, England, Tyskland, Danmark, Norge och Frankrike.
Material och element till många berömda byggnadsverk har kommit från Hunnebostrand. De fyra stenpelarna till Göteborgs universitet höggs och formades 1905 på Knivsholmen av firma Karl O Mattsson. När de gamla balustraderna av kalksten behövde bytas ut på riksdagshuset beslöts att de nya takprydnaderna skulle vara av ett mera beständigt material. Statens steninköpskommitté beställde 1939 700 granitdockor, många av dessa kom att utföras i Hunnebostrand. 256 kronor betalades för varje docka fritt levererad, inklusive emballage, till riksdagshuset. Det 250 kvm stora mausoleet till minne av Arthur Seaton, avliden 1912, höggs på Lahälla av Skandinaviska granitaktiebolaget. Mausoleet som står på Östra kyrkogården i Göteborg är det största på allmän kyrkogård.
I Hunnebostrand kan man även beskåda den bohusgranit som Hitler beställt för sitt segermonument. Kajerna i Buenos Aires är satt med stenar från Uddens stenbrott. Rester av dessa stenar användes senare för att forma en badplats, som numera i folkmun kallas för Stenbryggan eller Kärringbadet.

### Övrigt
Hunnebostrand är känd för turism samt för sina gamla föremål på Gammelgården från 1200-talet. I badhuset kunde man, på 1950–70-talet, bada karbad med salt, hett havsvatten och blåstång att skrubba sig med.

### Befolkningsutveckling
| Befolkningsutvecklingen i Hunnebostrand 1900–2020                                               | Befolkningsutvecklingen i Hunnebostrand 1900–2020 | Befolkningsutvecklingen i Hunnebostrand 1900–2020 | Befolkningsutvecklingen i Hunnebostrand 1900–2020 | Befolkningsutvecklingen i Hunnebostrand 1900–2020 |
| ----------------------------------------------------------------------------------------------- | ------------------------------------------------- | ------------------------------------------------- | ------------------------------------------------- | ------------------------------------------------- |
|                                                                                                 |                                                   |                                                   |                                                   |                                                   |
| År                                                                                              |                                                   |                                                   | Folkmängd                                         | Areal (ha)                                        |
| 1900                                                                                            | 1900                                              |                                                   | 1 314                                             | †                                                 |
| 1960                                                                                            | 1960                                              |                                                   | 1 528                                             |                                                   |
| 1965                                                                                            | 1965                                              |                                                   | 1 470                                             |                                                   |
| 1970                                                                                            | 1970                                              |                                                   | 1 441                                             |                                                   |
| 1975                                                                                            | 1975                                              |                                                   | 1 461                                             |                                                   |
| 1980                                                                                            | 1980                                              |                                                   | 1 554                                             |                                                   |
| 1990                                                                                            | 1990                                              |                                                   | 1 727                                             | 156                                               |
| 1995                                                                                            | 1995                                              |                                                   | 1 842                                             | 162                                               |
| 2000                                                                                            | 2000                                              |                                                   | 1 804                                             | 163                                               |
| 2005                                                                                            | 2005                                              |                                                   | 1 801                                             | 163                                               |
| 2010                                                                                            | 2010                                              |                                                   | 1 731                                             | 168                                               |
| 2015                                                                                            | 2015                                              |                                                   | 2 053                                             | 362                                               |
| 2020                                                                                            | 2020                                              |                                                   | 2 006                                             | 350                                               |
| Anm.: 1900 ingår Ellene. 2015 sammanvuxen med Ulebergshamn † Som köpingsliknande samhälle 1900. |                                                   |                                                   |                                                   |                                                   |

## Samhället
I Hunnebostrand finns hotell, biograf och grundskola (upp t.o.m. år 6). Det finns en Konsumaffär, liksom några pizzerior (tre/fyra stycken) och restauranger samt en kiosk. Sommartid lever orten upp med ett rikare utbud av butiker och uteställen.

## Bilder

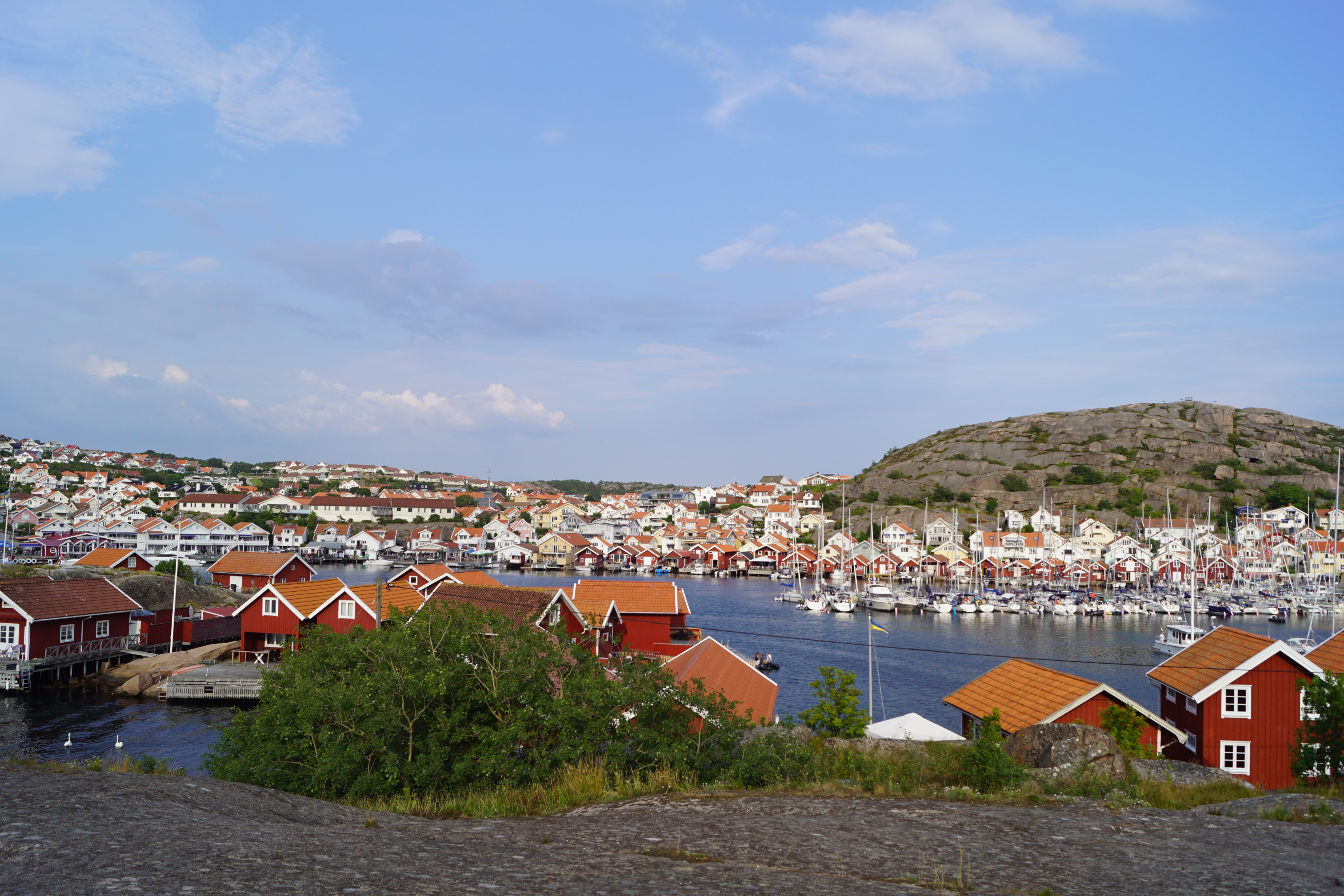
Hunnebostrand sett från S:t Göransö.
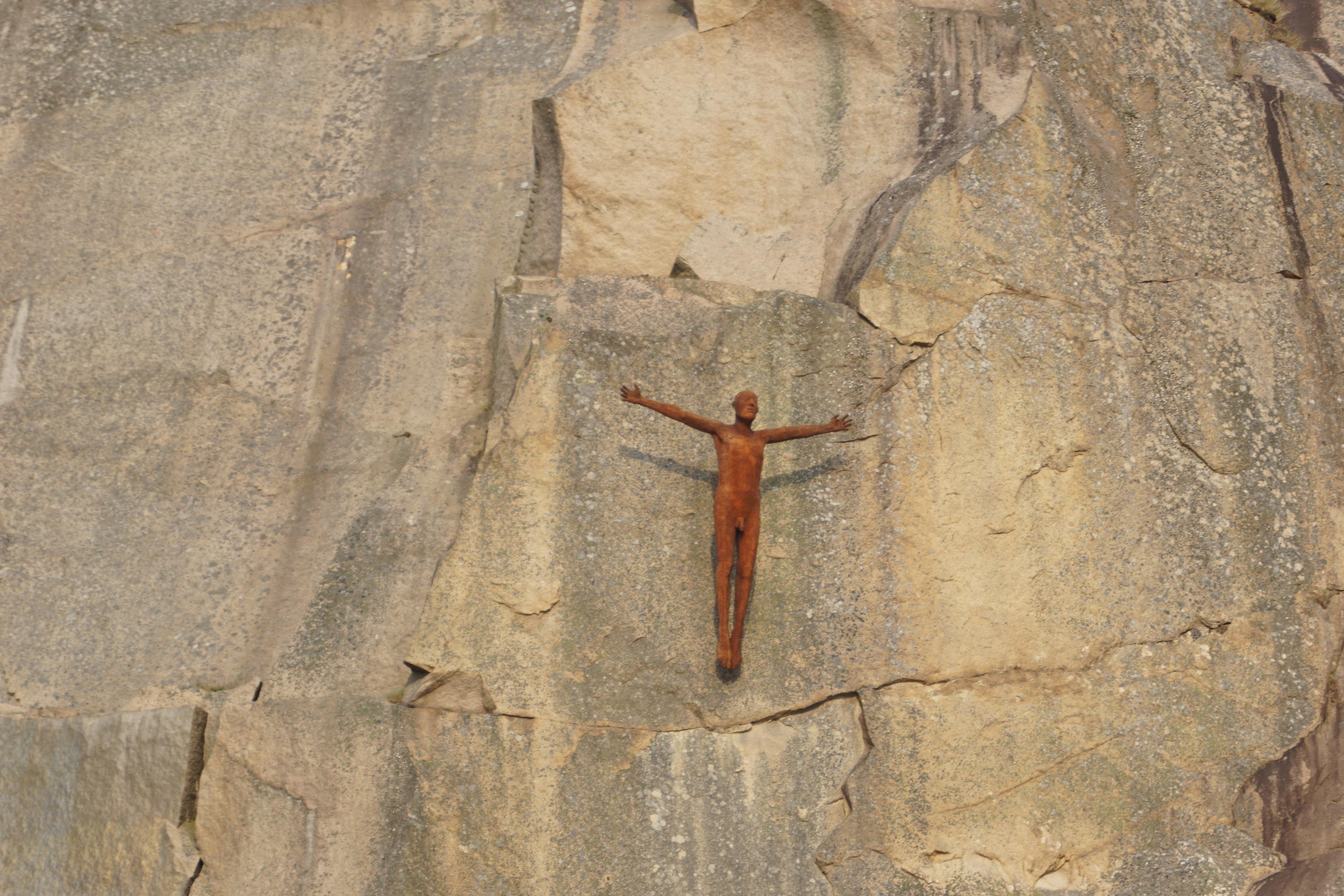
The Riddle (2013) av den danske konstnären Thomas Kadziola i Hunnebostrands skulpturpark.

## Stenhuggeriet i Hunnebostrand

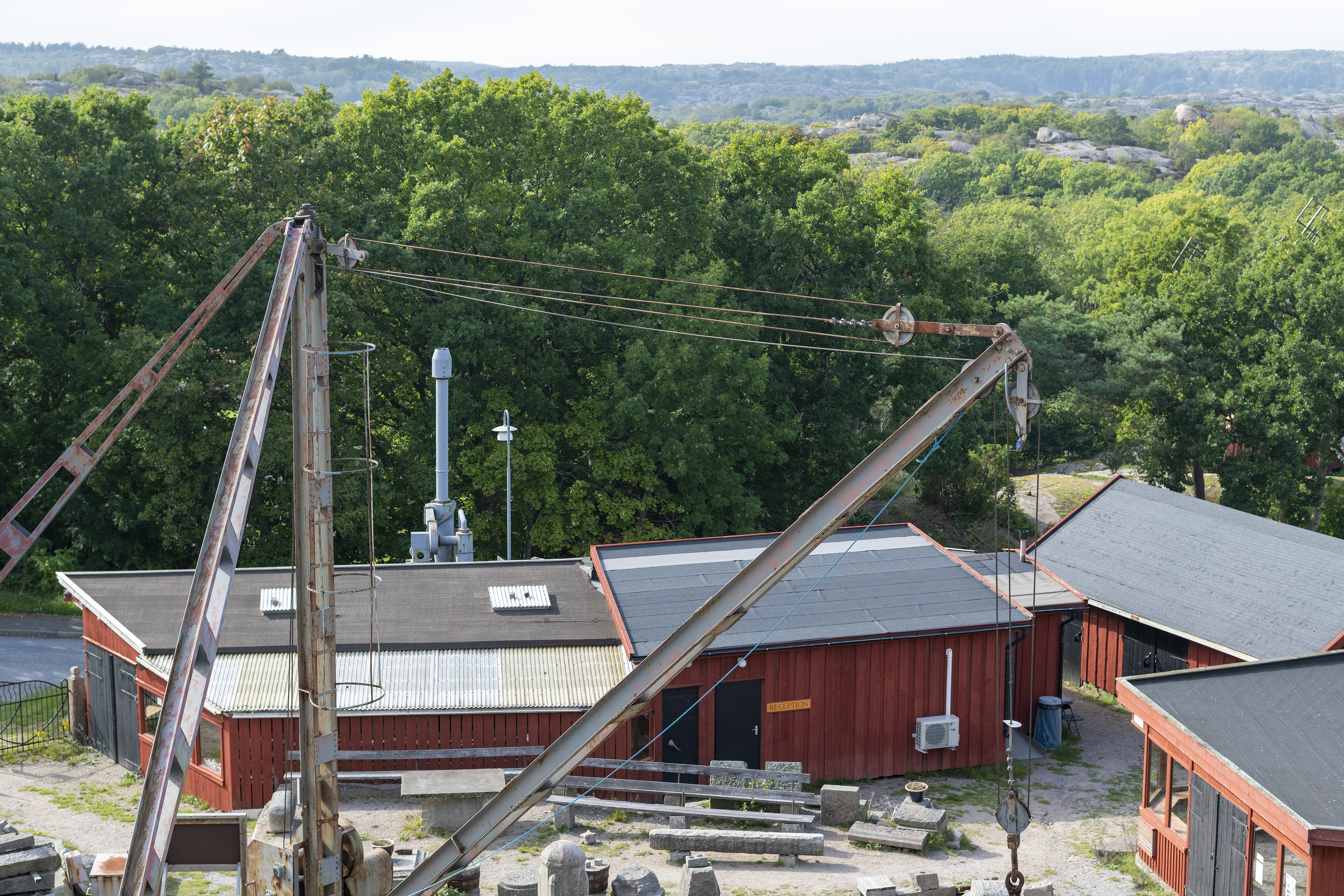
Stenhuggerimuseet Hunnebostrand.
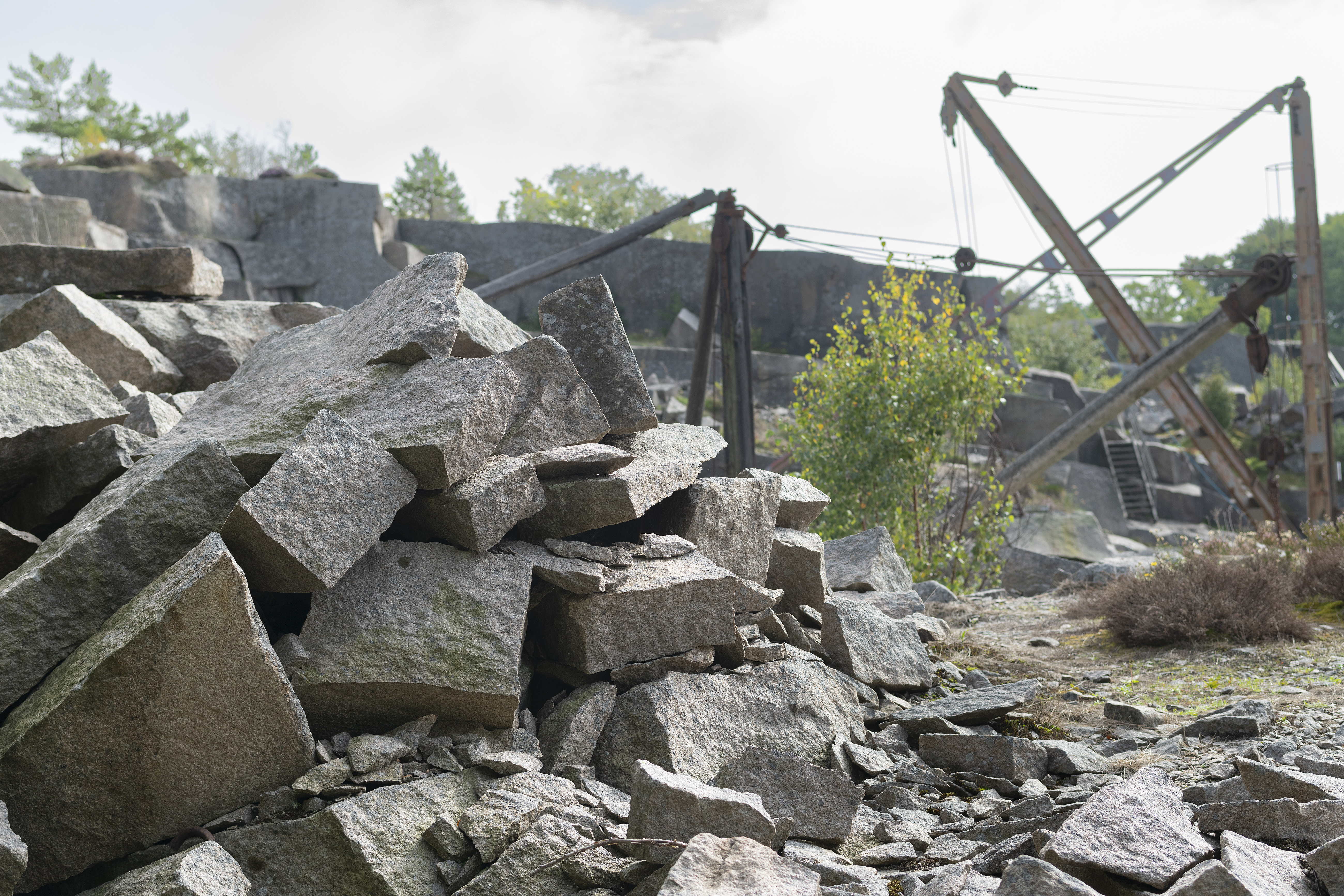
Stenhuggerimuseet Hunnebostrand.
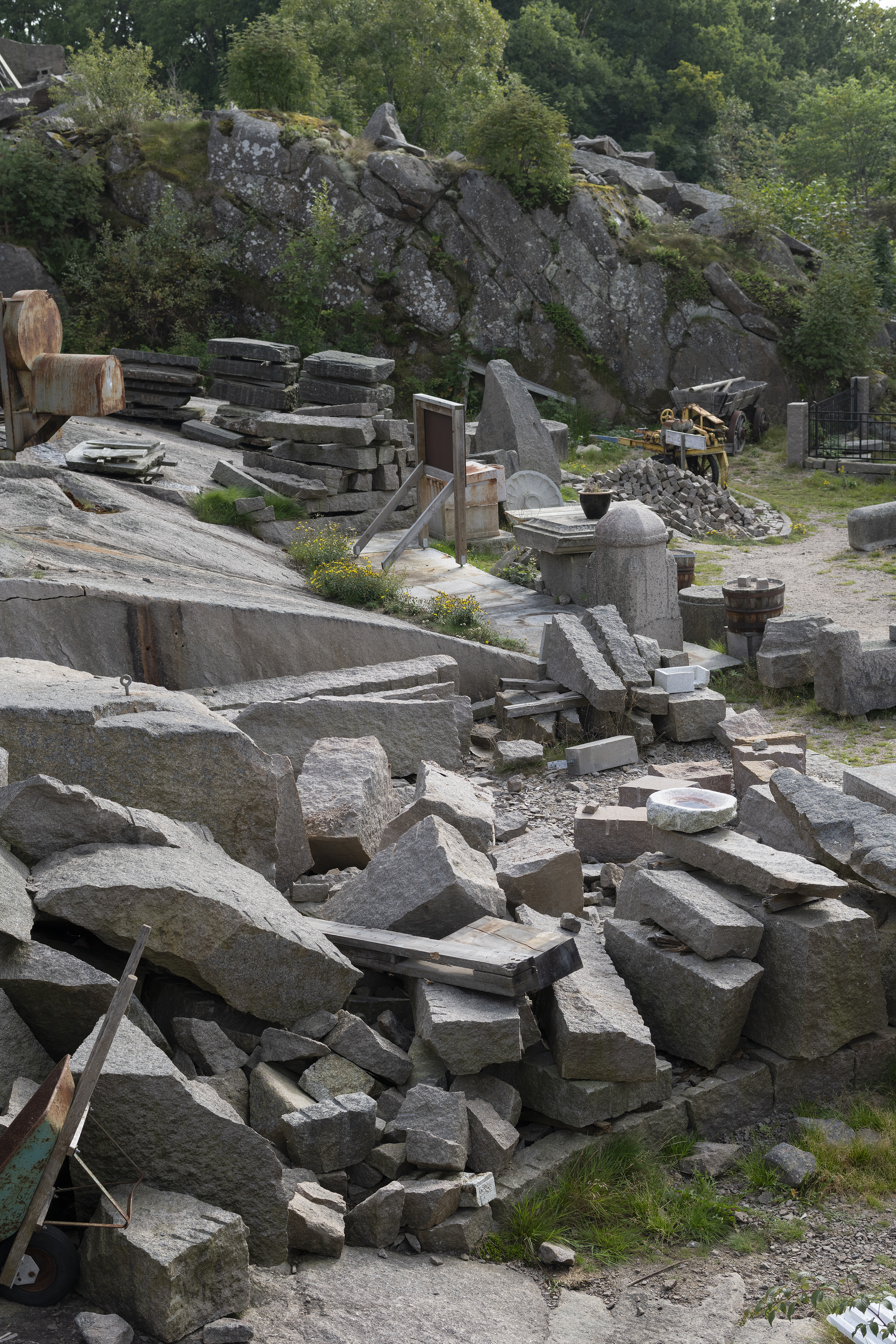
Stenhuggerimuseet Hunnebostrand.
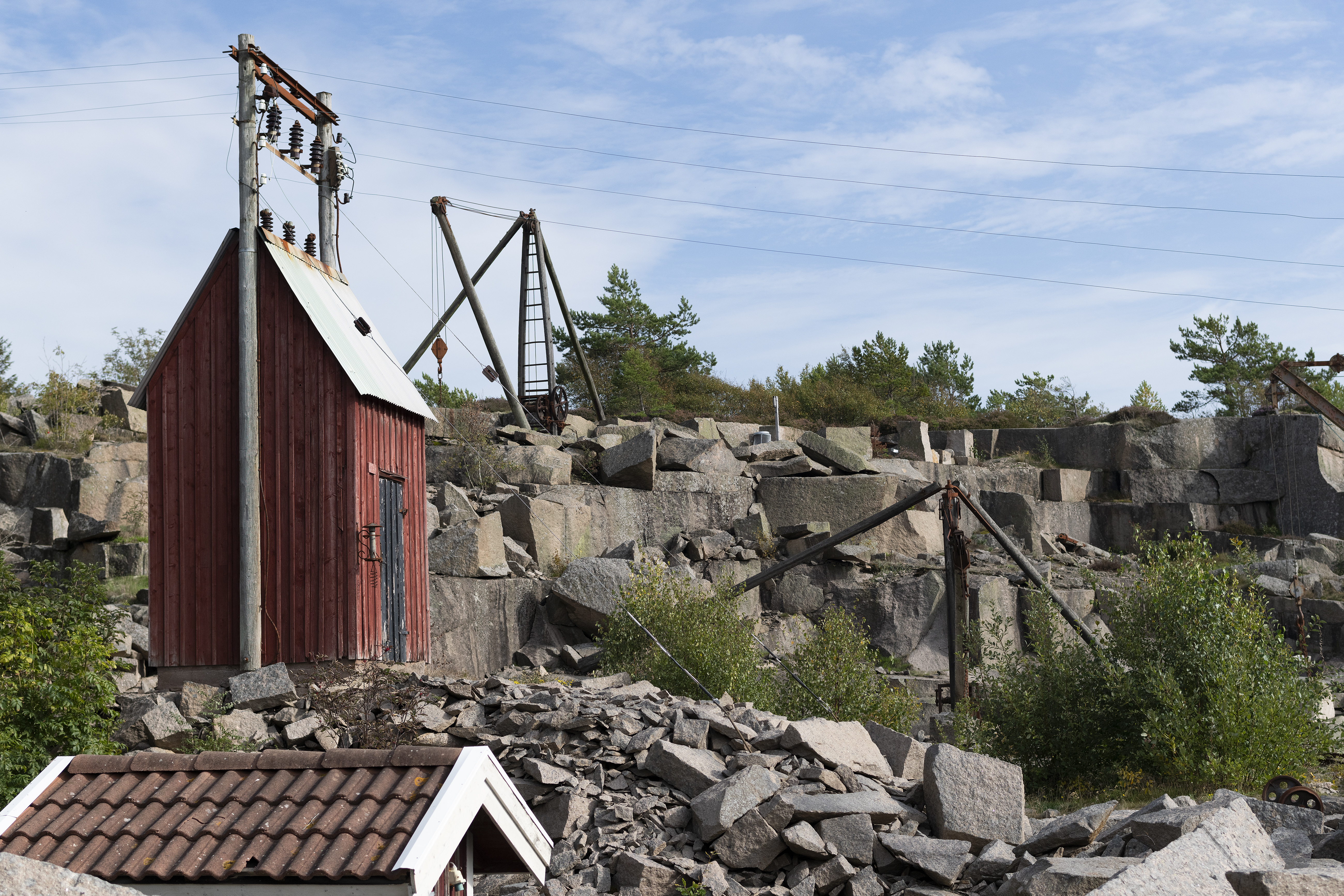
Stenhuggerimuseet Hunnebostrand.
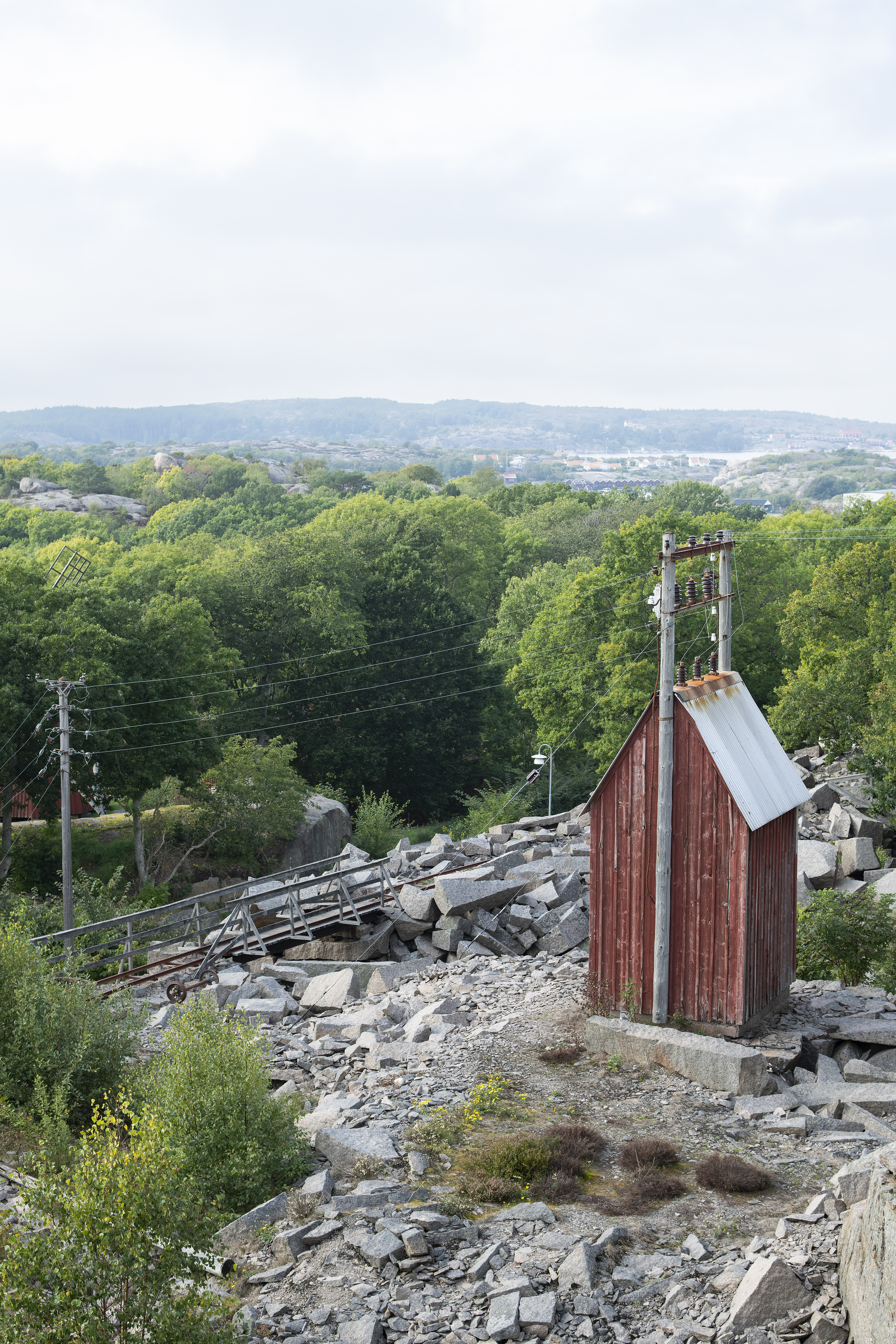
Stenhuggerimuseet Hunnebostrand.
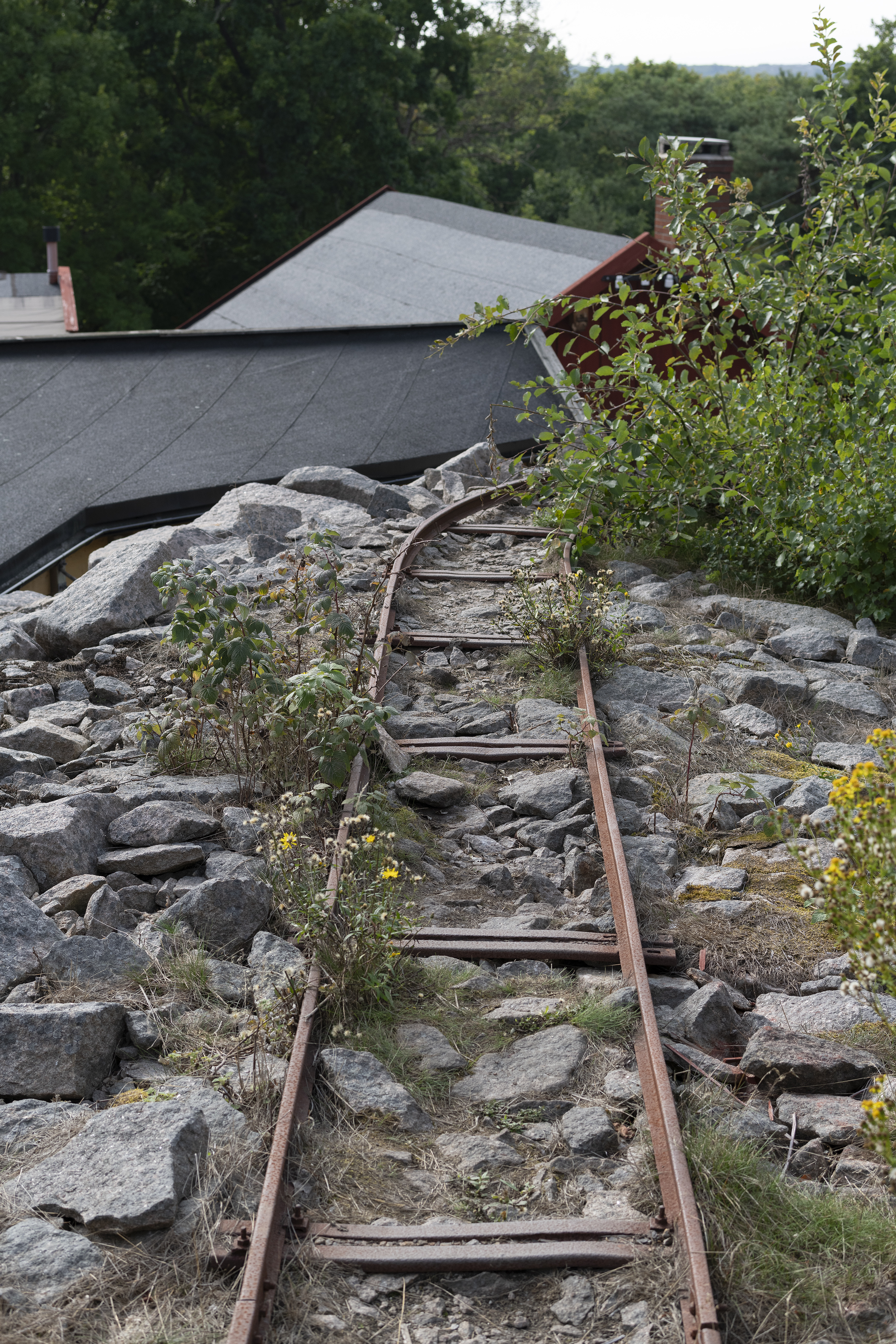
Stenhuggerimuseet Hunnebostrand.
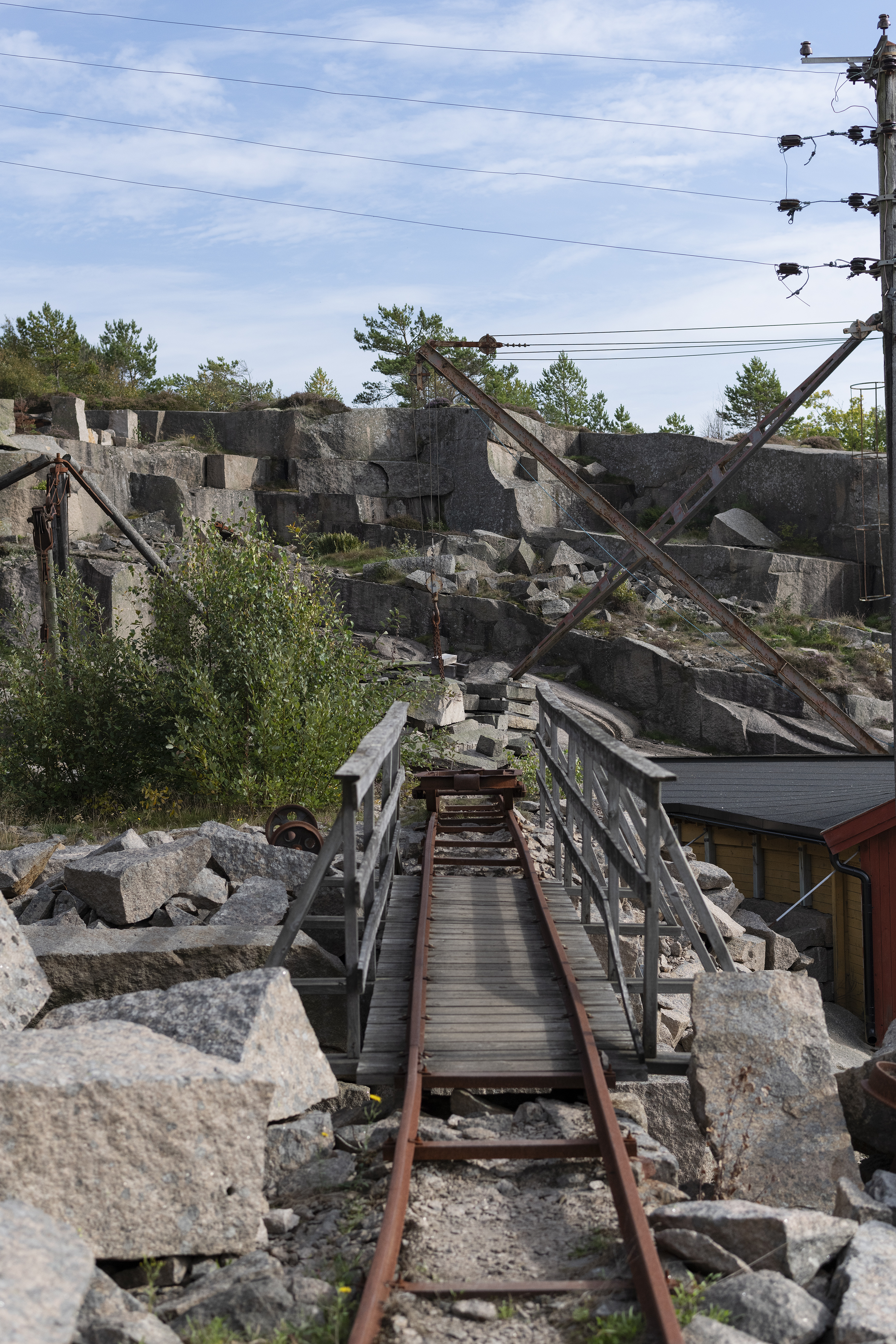
Stenhuggerimuseet Hunnebostrand.
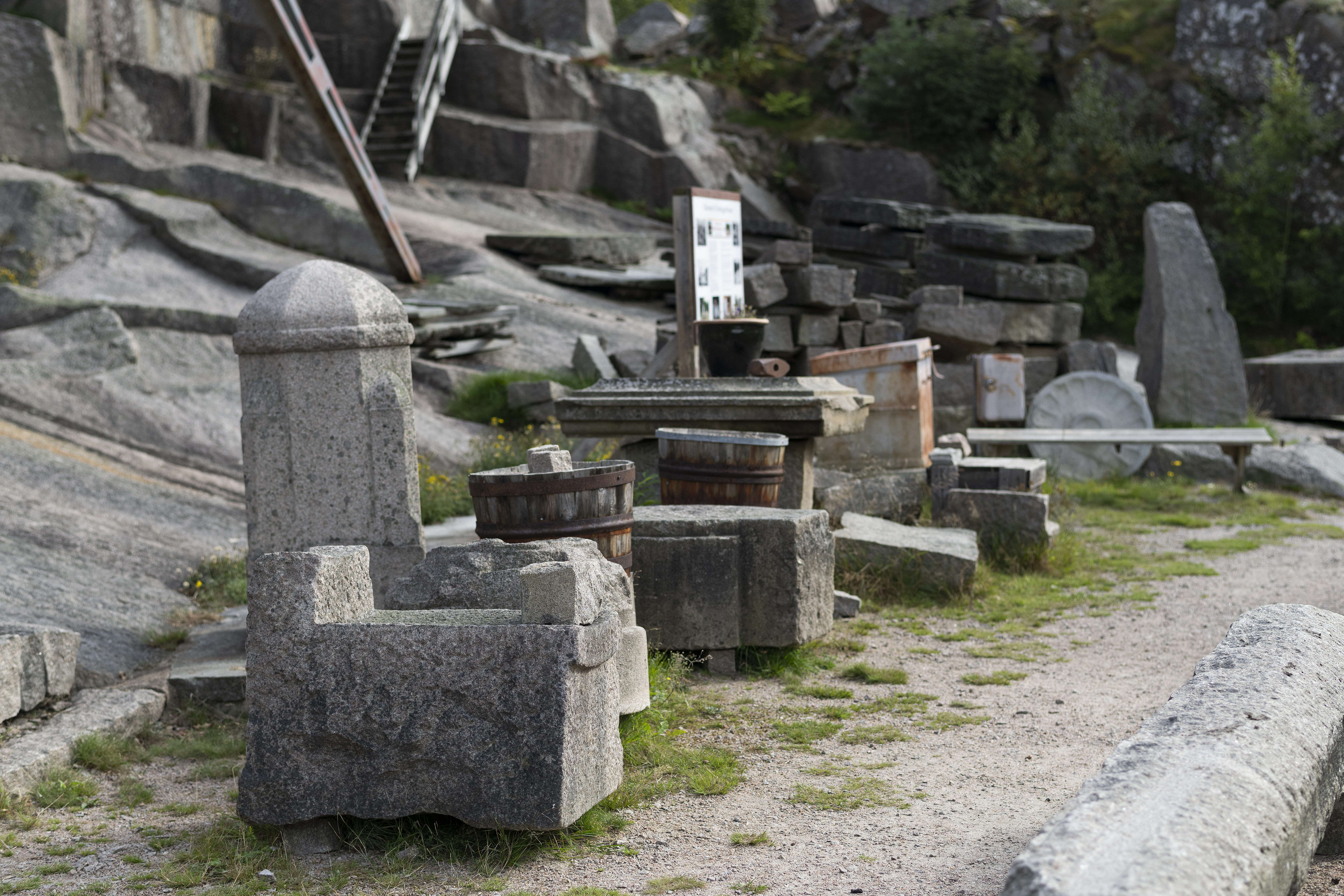
Stenhuggerimuseet Hunnebostrand.
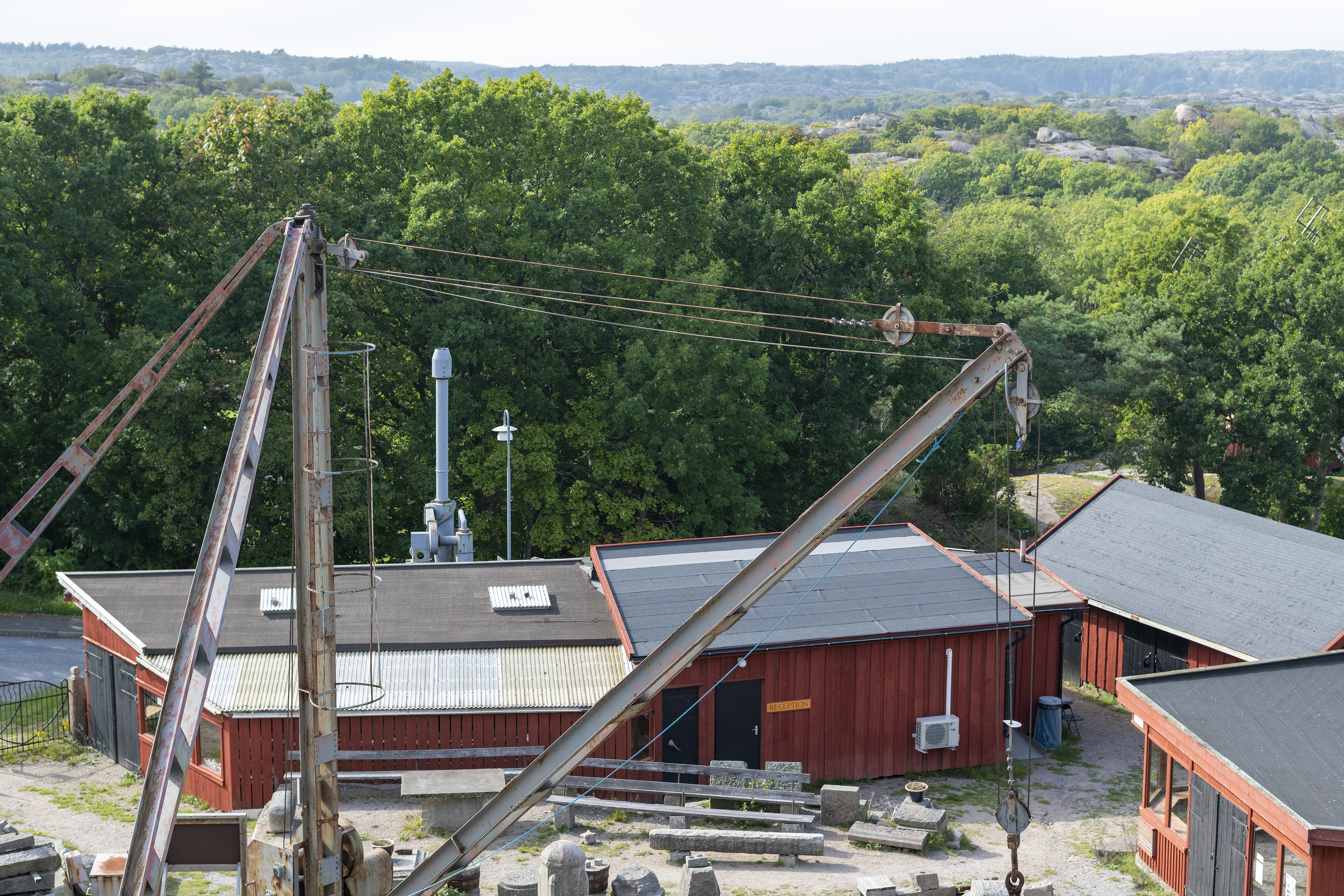
Stenhuggerimuseet Hunnebostrand.
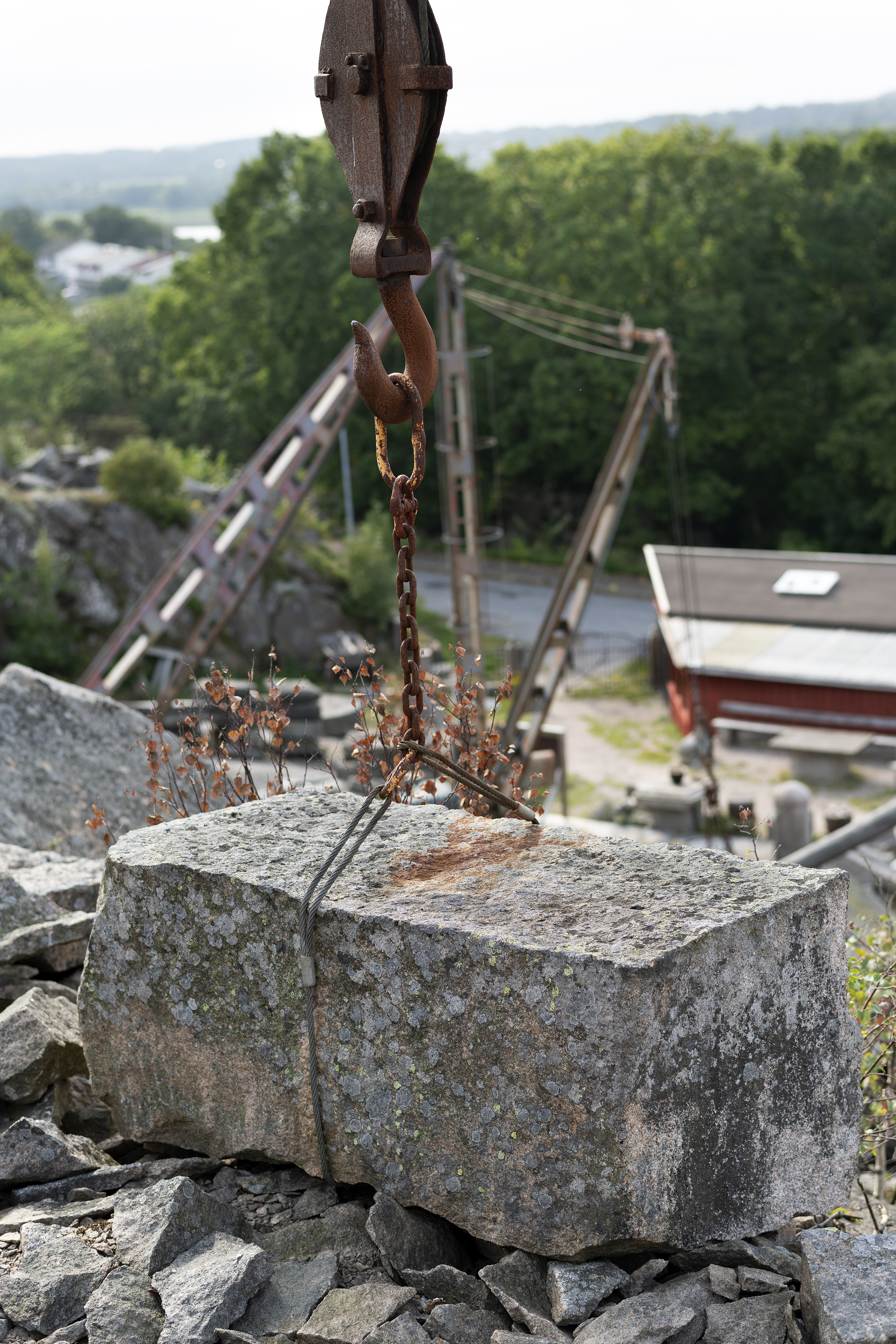
Stenhuggerimuseet Hunnebostrand.
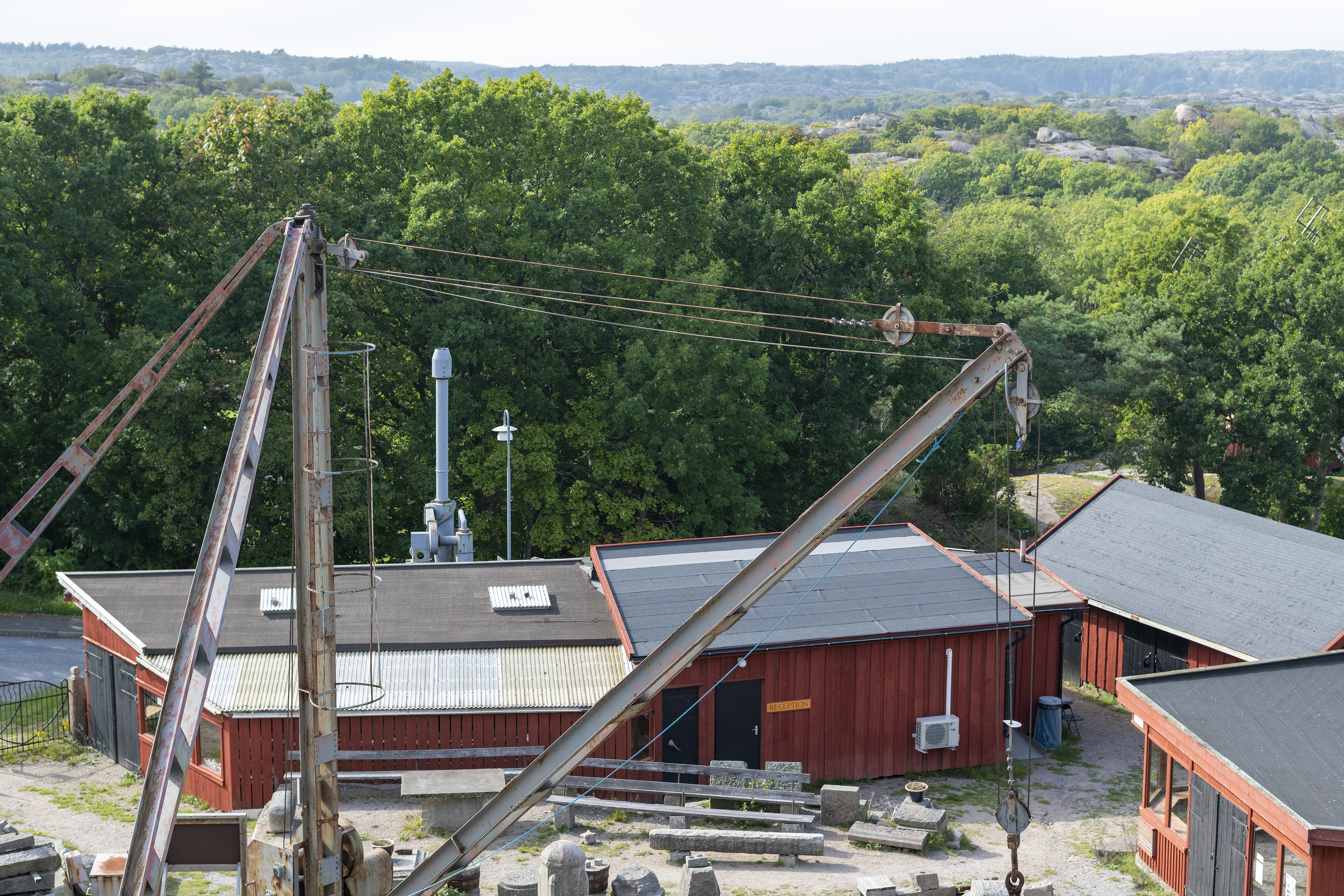
Stenhuggerimuseet Hunnebostrand.
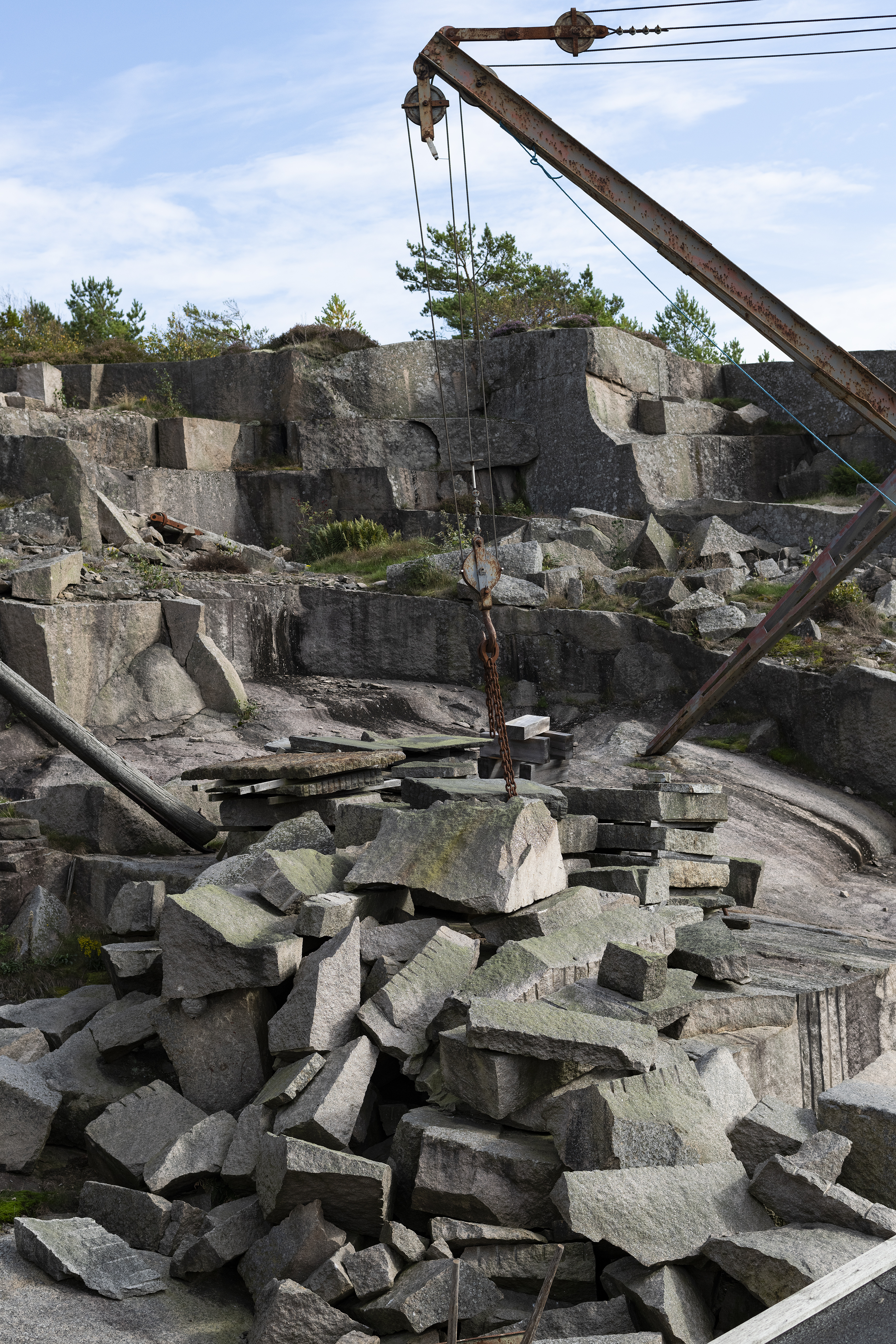
Stenhuggerimuseet Hunnebostrand.
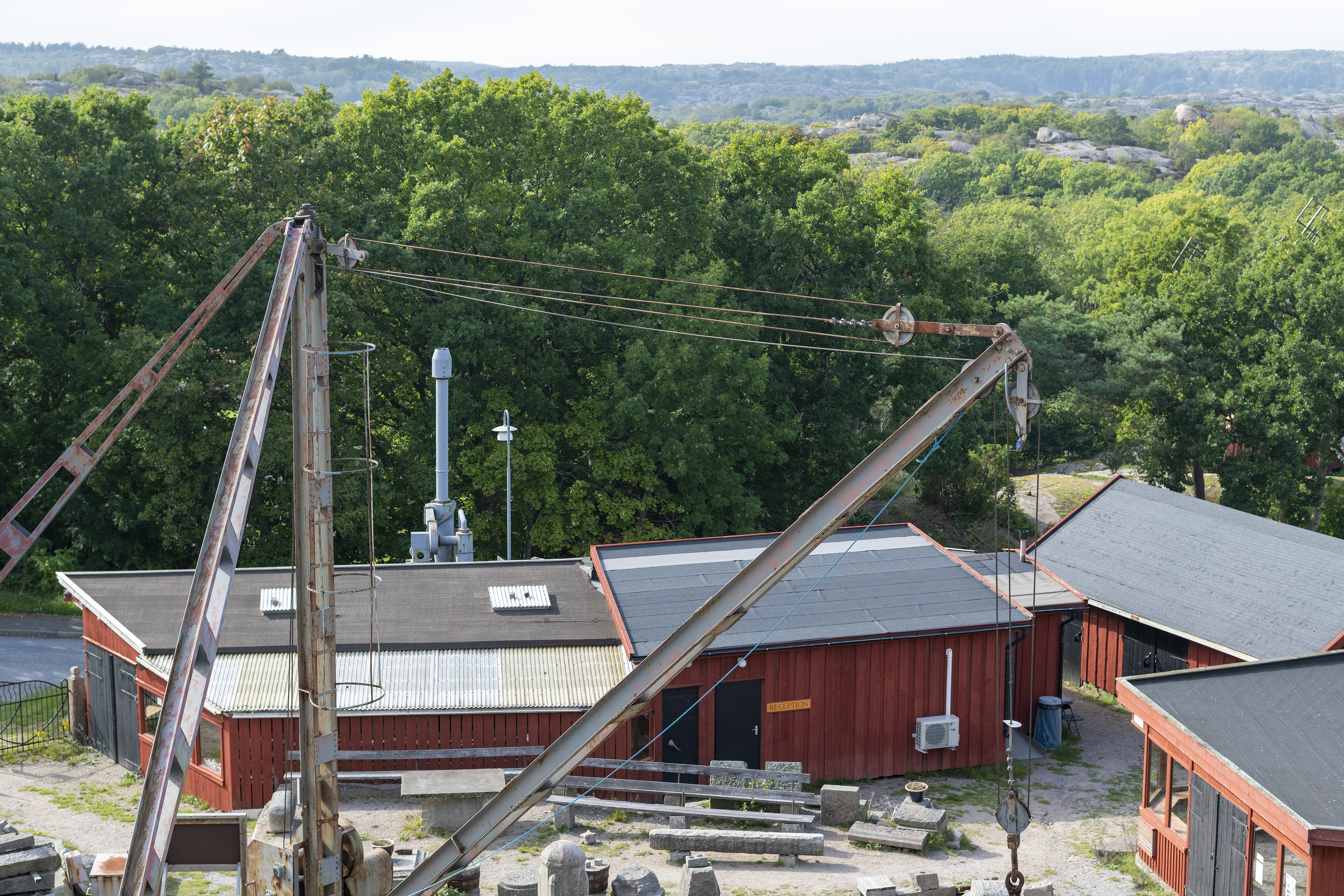
Stenhuggerimuseet Hunnebostrand.
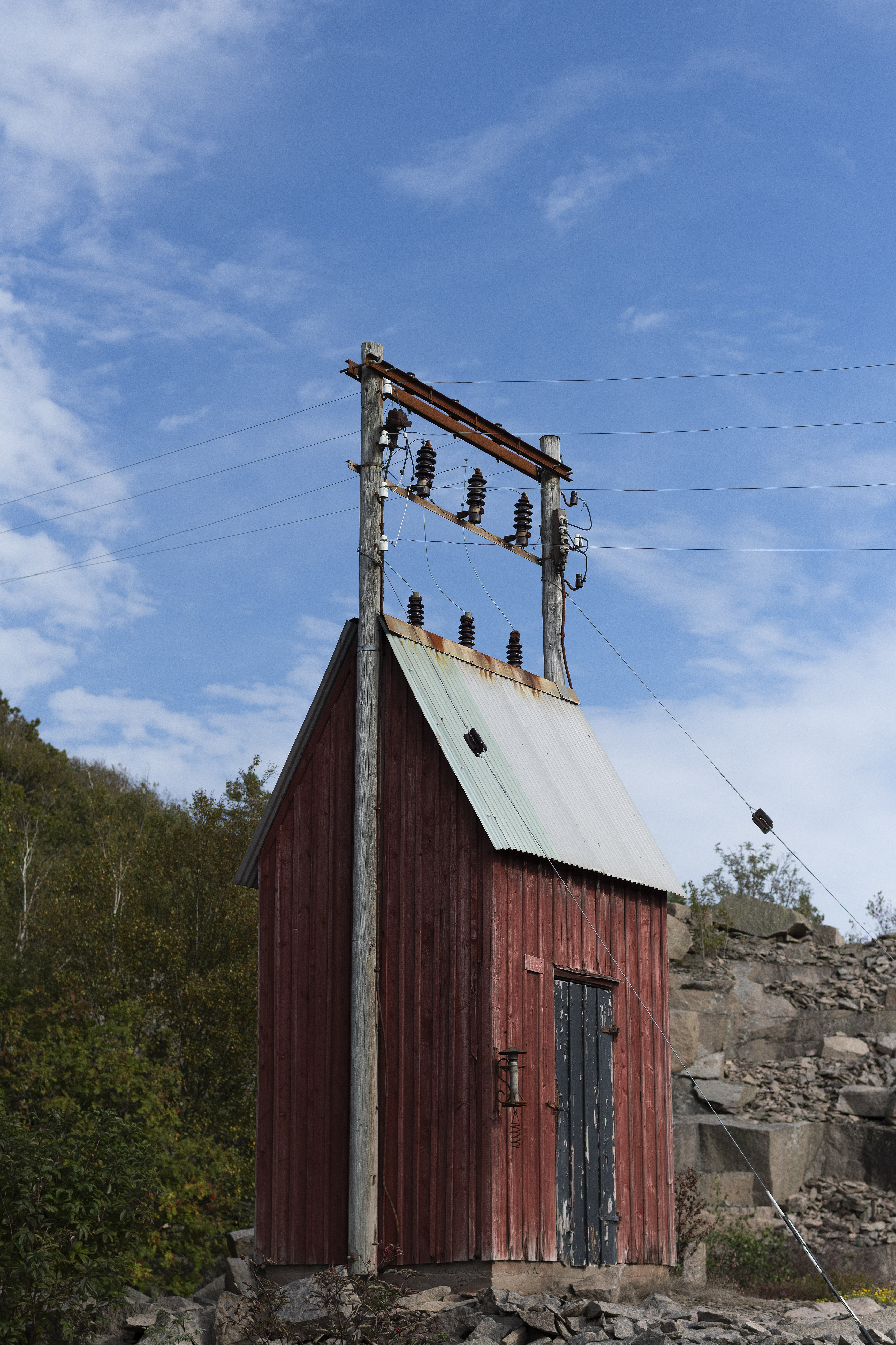
Stenhuggerimuseet Hunnebostrand.